# Jacqueline Jossa
Jacqueline Mary Jossa (Bexley, 29 de octubre de 1992) es una actriz inglesa, más conocida por haber interpretado a Lauren Branning en la serie EastEnders.

## Biografía
Es hija de John Jossa y Sarah Brown, y la más joven de cuatro hermanos: Katrina Jean, John Louis y David John Jossa.
Su prima es la actriz Megan Jossa.
En septiembre de 2011, comenzó a salir con el actor Tony Discipline; sin embargo, la relación terminó en julio de 2013.
En 2013 comenzó a salir con Dan Osborne, pero la relación terminó poco después, sin embargo en junio de 2014 la pareja confirmó que habían regresado. En agosto de 2014 la pareja anunció que Jacqueline estaba embarazada y el 14 de febrero de 2015 nació su primera hija, Ella Selina Osborne. En junio de 2015, se anunció que la pareja se había comprometido.
El 24 de junio de 2017 la pareja se casó y en enero del 2018 anunció que estaban esperando a su segundo bebé juntos. Finalmente el 25 de junio nació su segunda hija, Mia Osborne.

## Carrera
El 3 de julio de 2010, se unió al elenco principal de la exitosa serie británica EastEnders, donde interpretó a la problemática Lauren Branning hasta el 24 de febrero de 2015. Regresó brevemente a la serie el 14 de septiembre de 2015 y se fue nuevamente el 2 de octubre del mismo año. El 27 de mayo de 2016, regresó de forma permanente a la serie y su última aparición fue el 16 de febrero del 2018 después de que su personaje decidiera irse de Walford junto a su madre Tanya y su hijo Louie.

## Filmografía

### Series de televisión
| Año         | Título     | Personaje       | Notas         |
| ----------- | ---------- | --------------- | ------------- |
| 2010 - 2018 | EastEnders | Lauren Branning | 690 episodios |

## Premios y nominaciones
| Año  | Categoría              | Premio                    | Serie      | Resultado |
| ---- | ---------------------- | ------------------------- | ---------- | --------- |
| 2017 | Sexiest Female         | Inside Soap Award         | EastEnders | Nominada  |
| 2016 | Sexiest Female         | Inside Soap Award         | EastEnders | Ganadora  |
| 2014 | Sexiest Female         | Inside Soap Award         | EastEnders | Ganadora  |
| 2014 | Sexiest Female         | British Soap Award        | EastEnders | Nominada  |
| 2013 | Best Actress           | Inside Soap Award         | EastEnders | Ganadora  |
| 2013 | Sexiest Female         | Inside Soap Award         | EastEnders | Ganadora  |
| 2013 | Sexiest Female         | British Soap Award        | EastEnders | Ganadora  |
| 2012 | Sexiest Female         | Inside Soap Award         | EastEnders | Ganadora  |
| 2012 | Best Dressed Soap-Star | Inside Soap Award         | EastEnders | Ganadora  |
| 2012 | Sexiest Female         | British Soap Award        | EastEnders | Ganadora  |
| 2012 | Best Newcomer          | National Television Award | EastEnders | Ganadora  |
| 2011 | Best Newcomer          | TV Choice Award           | EastEnders | Nominada  |